# Mariam Sy
Mariam Sy (Bamako, 13 settembre 1979) è un'ex cestista maliana.

## Carriera
È stata selezionata dalle Washington Mystics al terzo giro del Draft WNBA 2006 (33ª scelta assoluta).
Con il Mali ha disputato i Campionati africani del 2009.